# Бенедикт Химфи
Бенедикт Химфи (на унгарски: Benedek Himfi) е унгарски благородник от XIV в., рицар и дипломат на крал Лайош I Велики, участвал във военни кампании в Италия и на Балканите. По време на унгарската окупция на Видинското царство е назначен за бан на България.

## Кариера
Бенедикт Химфи се споменава за пръв път в писмени източници през 1343 г. като придворен рицар на крал Лайош I Велики.
От 1352 г. е капитан на замъка Сомло, от 1357 г. е испан на Комаром, от 1358 г. испан на Пилис, между 1360 и 1362 е испан на Сатмар, Марамарош и Угоча, между 1365 и 1366 е испан на Красо и Кеве, между 1371 и 1375 е испан на Темеш и Чанад, между 1379 1380 е испан на Пожони, Бакони, Гьор, Фейер и Комаром). През по-голямата част от живота си участва в унгарските военни кампании в Италия и на Балканите и изпълнява важни дипломатически мисии (в папския двор в Авиньони и други). По време на престоя си в Авиньон той получава индулгенции и различни папски разрешения за себе си и семейството си и изгражда параклис.

## На Балканите
През периода 1365 – 1366 г., заедно с по-малкия си брат Петър Химфи, играе важна роля в унгарската политиката на на Балканите. През май 1365 г. Лайош I нахлува във Видинското царство и след кратка обсада превзема столицата му Видин. В кампанията участват палатинът Миклош Конт, кондотиерът граф Улрих I фон Цили, Денис Лакфи и други унгарски рицари. Цар Иван Срацимир и неговото семейство са пленени и заточени в крепостта Хумник в в Хърватия, като са принудени да приемат католицизма. Завзетото Видинско царство е превърнатато в „банат“ – унгарска административна област, управлявана от бан, подчинен на краля на Унгария. За първи „бан на България“ е назначен Бенедикт Химфи, като негов заместник е по-малкия му брат Петър Химфи. В следващите години военните действия между унгарци и българи се водят с променлив успех. Особен интерес предизвиква писмото на Петър Химфи от 20 октомври 1366 г. до неговия брат Бенедикт, „капитан на Видин и България“, за ситуацията около крепостта Feyerwar (Белоградчик) и необходимостта от подкрепления срещу „княза на Търново“. В писмото до бан Бенедикт от 11 ноември 1366 г. крал Лайош I му нарежда да прекрати настъплението в България и да се яви при него лично. В кралското писмо от 2 април 1367 г. до Петър Химфи, кастелан на Оршова, се съдържат благодарности за заслугите му във военните действия срещу българите, явно заради спирането на настъплението им при Белоградчик.

## Войни с Венеция
През 1373 г. крал Лайош I изпраща унгарски войски на помощ на своя съюзник Франческо I да Карара, владетел на Падуа, който воюва с Венецианската република. Армията от 4000 унгарци и 1000 австрийци, водени от Бенедикт Химфи и Стефан II Лакфи пристига през май в Падуа и заедно със силите на Да Карара разбива венецианците при река Пиаве. По-късно, през месец юли венецианците обсаждат Тревизо и нанасят поражение на унгарците, пленявайки Стефан Лакфи. През 1378 г. избухва войната Киоджа и крал Лайош I изпраща нова армия, под командата на Химфи и Янош Хорват на помощ на Падуа. На следвашата 1379 г. Бенедикт Химфи е част от унгарската делегация, която води преговорите с Венеция довели до Торинския мир от 1281 г.

## Семейство
Бенедикт Химфи има един брак с Доротея Есегвари. От нея има две деца – Никола и Маргарет Химфи. Никола следва пътя на баща си, като става кралски рицар от 1374 г. до смъртта си през 1382 г. Маргарет е отвлечена при нападение на турците през 1375 г. и продадена като робиня на остров Крит. На следващата година Бенедикт съставя завещанието си и заминава на поклонение към Светите земи заедно с рицаря Стефан II Лакфи и още четиринадесет спътници. Химфи наема кораб от Венция до Родос, където се среща с Великия магистър на Хоспиталиерите Робер де Жюили и го моли за помощ в издирването на дъщеря си. Маргарет е намерена и се връща в Унгария през 1405, но баща ѝ умира през октомври 1380 г. и не доживява да я дочака. След като остава вдовица, през 1385 г. Доротея Есегвари става монахиня в манастира „Света Екатерина“ във Веспрем.